# دوري قطاع غزة الدرجة الرابعة
دوري قطاع غزة الدرجة الرابعة، بطولة رياضية لكرة القدم كانت أدنى مستوى في دوري دوري قطاع غزة، وقد أقيمت لمرة واحد في موسم 2012-2013 ثم انتهت مع إلغاء الدرجة الرابعة وتصعيد جزء من الفرق المشاركة إلى دوري قطاع غزة الدرجة الثالثة.

## الأندية المشاركة
قسمت الأندية الـ22 المشاركة مناطقياً إلى مجموعتين، وهي حسب ترتيب النتائج:

### المجموعة الأولى
- نادي اليرموك
- نادي الوفاق
- نادي التعاون
- نادي المغراقة
- نادي السلام
- نادي القدس
- نادي الكرامة
- نادي شباب بيت لاهيا
- نادي أنصار جباليا
- نادي جباليا النزلة
- نادي الزهراء
- نادي الدرج

### المجموعة الثانية
- نادي الشوكة
- نادي العطاء
- نادي شباب معن
- نادي شباب المغازي
- اتحاد الزوايدة
- نادي الريان
- نادي الوحدة الرياضي
- نادي القرارة
- نادي السعادة
- نادي شباب البريج
- نادي السلطان

وقد رفعت النوادي حتى المركز الخامس إلى دوري الدرجة الثالثة، في حين شطبت التي حلت في في المركز السادس فما دون من قوائم الاتحاد.